# Julienne Lusenge
Julienne Lusenge är en kongolesisk journalist och människorättsaktivist.
Lusenge arbetade som radiojournalist när inbördeskriget utbröt 1998 i hemlandet Kongo och bevittnade de övergrepp och våldtäkter kvinnor drabbades av och gav dem en röst genom reportage i sitt radioprogram. Hon dokumenterade och uppmärksammade övergreppen och ställde krav i offentligheten på de väpnade gruppernas ledare att övergreppen skulle upphöra. År 2000 startade hon Women´s Solidarity for Peace and Integral Development för att fortsätta försvara kvinnors rättigheter i Kongo. För att stötta kvinnor som drabbats av kriget startade Lusenge the Fund for Congolese Women (FFC).
Lusenges arbete och vittnesmål från konflikten i Kongo innebar att FN antog resolution 1820 som innebär att sexuellt våld ses som ett vapen som används i krig och är del av taktiken i vissa väpnade konflikter.
2013 blev Lusenge riddare av den franska hederslegionen. Lusenge tilldelades 2021 International Women of Courage Award och 2023 FN:s pris för mänskliga rättigheter.